# Радерфорд Б. Хејз
Радерфорд Берчард Хејз (енгл. Rutherford Birchard Hayes; Делавер, 4. октобар 1822 — Фримонт, 17. јануар 1893) је био амерички политичар, адвокат, војни заповедник и деветнаести председник Сједињених Америчких Држава. На овом положају је био између 1877. и 1881. године. За председника је изабран тако што је имао један изборни глас више од противкандидата. Хејз је био једини председник о чијем је избору одлучивао Конгрес.
Током председниковања, које није било испуњено бројним значајним догађајима, наредио је савезним трупама да угуше Велики железничарски штрајк 1877. и окончао је Реконструкцију.

## Унутрашња политика
Хејзова најконтроверзнија одлука кад је унутрашња политика у питању, уз окончање Реконструкције, је био одговор на Велики железничарски штрајк 1877. Радници Железнице Балтимора и Охаја су напустили радна места а придружили су им се радници широм земље из железнице и других индустрија. Када је дошло до нереда у неколико градова, Хејз је позвао савезне трупе, које су, први пут у историји Сједињених Држава, пуцале на штрајкаче убивши више од 70 људи. Војска је на крају успела да успостави мир, али су и радници и индустријалци били незадовољни војном интервенцијом. Радници су се бојали да се федерална влада окренула против њих за стално, док су индустријалци гајили бојазан да би таква брутална акција могла да изазове револуцију сличну онима у Европи 1848. године.

## Спољна политика
Године 1878, Аргентина је тражила од Хејза да буде арбитар након Рата Тројног савеза који су Аргентина, Бразил и Уругвај водили против Парагваја. Аргентина се надала да ће Хејз да додели област Гран Чако Аргентини; међутим, он је пресудио у корист Парагваја. Ова одлука је од њега начинила хероја у Парагвају, и град (Виља Хејз) и департман (Президенте Хејз) су именовани у његову част, као и школе, путеви и други објекти. Испред основне школе „Радерфорд Б. Хејз” у Виља Хејзу стоји бронзана биста Хејза, коју је донирала његова породица током 1950-их.
Хејз је покушао да изгради Панамски канал, јер је сматрао да централноамерички канал треба да буде под контролом Сједињених Држава. У то доба су и Французи планирали да ископају канал по плановима Фердинанда де Лесепса. Де Лесепс је касније приморан да сведочи пред конгресним комитетом о међународним везама његове компаније. Међутим, изградња канала је одложена из политичких разлога, међу којима је и Споразум Клејтон-Булвер. Канал је изграђен годинама касније под америчком контролом, за време Теодора Рузвелта.